# Pherocera boharti
Pherocera boharti är en tvåvingeart som beskrevs av Irwin 1983. Pherocera boharti ingår i släktet Pherocera och familjen stilettflugor.
Artens utbredningsområde är Kalifornien. Inga underarter finns listade i Catalogue of Life.